# Herman Timme
Herman Johannes Timme (Rotterdam, 21 juli 1933 – Maastricht, 19 december 2022) was een Nederlandse atleet, die zich had toegelegd op de meerkamp, maar zich in het tweede deel van zijn atletiekloopbaan beperkte tot enkele individuele nummers. Hij nam in zijn atletiekloopbaan eenmaal deel aan de Olympische Spelen en eveneens eenmaal aan de Europese kampioenschappen. Bovendien vertegenwoordigde hij Nederland 25 maal op interlandwedstrijden.

## Biografie

### Van bokser tot atleet
Timme, aanvankelijk actief als amateurbokser, stapte in 1956 over op de atletieksport, waarin hij zich ontpopte als tienkamper. Reeds in dat eerste jaar kwam hij in deze loodzware discipline tot een puntentotaal van bijna 5000 en dat, terwijl hij onderdelen als polsstokhoogspringen en speerwerpen nog amper beheerste.

### Deelname aan EK
Hij ontwikkelde zich echter snel en mocht zodoende twee jaar later al deelnemen aan de Europese kampioenschappen in Stockholm, nadat hij een jaar eerder tijdens de zeslandenwedstrijd in Brussel op internationaal niveau reeds had gedebuteerd. Helaas moest hij de tienkamp in Stockholm voortijdig opgeven: aan het begin van de tweede dag kwam hij op de 110 m horden in onzachte aanraking met een horde. Doordat hij hierdoor tevens uit zijn baan was geraakt, werd hij gediskwalificeerd. Toen hij vervolgens mede door zijn blessure matig presteerde bij het discuswerpen, was de lol eraf en gaf hij de strijd op.

### Olympische Spelen
Timme was in 1960 lid van de Nederlandse ploeg die werd uitgezonden naar de Olympische Spelen in Rome. Hij nam er deel aan de tienkamp. In deze wedstrijd, die geheel in het teken stond van de titanenstrijd tussen de Amerikaan Rafer Johnson en de Taiwan-Chinees Yang Chuan-kwang, wist hij aanvankelijk goed mee te komen en stond hij na de eerste dag op een tiende plaats, vier plaatsen achter Eef Kamerbeek. De tweede dag moest hij echter de tol betalen voor zijn eerdere zware inspanningen en vooral voor het enorm uitgelopen programma, dat op de eerste dag pas kort voor middernacht eindigde. Na een slopende 1500 m eindigde de atleet uit Maastricht ten slotte op de vijftiende plaats. Het was 'beestenwerk' geweest, vond hij zelf.

### Terug naar individuele nummers
Het in 1960 behaalde niveau op de tienkamp kon Timme in het daarop volgende jaar niet volhouden en na 1961 stopte hij dan ook met deze discipline. In het vervolg van zijn atletiekloopbaan beperkte hij zich tot individuele nummers. Na 1962 waren dat uitsluitend de werponderdelen kogelstoten en discuswerpen. Zo werd Timme in 1963 de derde Nederlander, die met de discus met een worp van 51,09 m de 50 metergrens overschreed.

### Nooit kampioen
Herman Timme stond bij Nederlandse kampioenschappen niet minder dan 22 keer op het erepodium, de eerste keer in 1957, de laatste keer in 1967. De hoogste trede bereikte hij echter nooit. Altijd was er wel weer een atleet die hem, soms op het allerlaatste moment, de pas afsneed naar de gouden medaille. Op de tienkamp was die eer steevast weggelegd voor zijn eeuwige rivaal en atletiekkameraad Eef Kamerbeek.
In 1970 zette hij een punt achter zijn atletiekloopbaan.
Herman Timme was aanvankelijk lid van het Rotterdamse Minerva, later van het Maastrichtse Kimbria, waar onder anderen Tinus Osendarp zijn trainer was. Hij werkte in het dagelijks leven als inspecteur van Schade-verzekeringsmaatschappij "Nieuw Rotterdam". Herman Timme beheerde het regiokantoor Maastricht. Hij was als geen ander in staat een brug te slaan tussen de Limburgers en de westerlingen. Hij trad daarbij graag op als "tolk". Zijn zakelijke bezoekjes aan "Nieuw Rotterdam" in Rotterdam stelden hem in staat met Huug Fischbuch, ook oud-atleet, herinneringen op te halen. In 2022 werkte hij mee aan een documentaire van Andere Tijden Sport over zijn oude trainer Osendarp; hij overleed twee maanden later.

## Persoonlijke records
| Onderdeel    | Prestatie                         | Datum             | Plaats      |
| ------------ | --------------------------------- | ----------------- | ----------- |
| 110 m horden | 15,0 s                            | 7 augustus 1960   | Vlaardingen |
| kogelstoten  | 15,60 m                           | 28 mei 1966       | Rotterdam   |
| discuswerpen | 51,71 m                           | 1 augustus 1965   | Rotterdam   |
| tienkamp     | 6992 p (= nieuwe telling 7213 p.) | 6/7 augustus 1960 | Vlaardingen |

## Palmares

### 110 m horden
- 1960: 4e NK – 15,1 s
- 1961:  NK – 15,3 s
- 1962: 6e NK – g.t.

### 400 m horden
- 1958:  NK – 56,9 s
- 1958:  Interl. Ned.-België – 56,5 s
- 1961: 4e Interl. Frankrijk B-Ned. – 58,1 s

### hoogspringen
- 1959:  Interl. Frankrijk B-Ned. – 1,75 m
- 1960:  NK – 1,80 m
- 1961:  NK – 1,80 m
- 1961: 5e Interl. Ned.-België – 1,75 m
- 1961: 4e Interl. Frankrijk B-Ned. – 1,80 m
- 1962:  NK – 1,75 m

### polsstokhoogspringen
- 1960: 5e Interl. Duitsland-Ned. – 3,60 m
- 1960: 4e NK – 3,60 m

### kogelstoten
- 1957: 6e Interl. België-Ned. – 13,74 m
- 1957:  NK – 13,63 m
- 1958: 4e NK – 12,35 m
- 1959: 5e NK – 13,48 m
- 1959: 4e Interl. Frankrijk B-Ned. – 13,67 m
- 1960: 6e NK – 13,38 m
- 1963: 4e Interl. Noorwegen-Ned. – 15,10 m
- 1963:  NK – 15,29 m
- 1964:  NK – 14,58 m
- 1965:  NK – 15,59 m
- 1966:  NK – 15,09 m
- 1969: 6e Interl. Ned.-België – 13,68 m

### discuswerpen
- 1957:  NK – 41,17 m
- 1958:  NK – 37,47 m
- 1958: 6e Interl. Ned.-Duitsland – 42,29 m
- 1958: 6e Interl. Ned.-België – 39,59 m
- 1959:  NK – 44,21 m
- 1960: 4e NK – 41,36 m
- 1962: 6e NK – 42,76 m
- 1963: 4e Interl. Noorwegen-Ned. – 46,65 m
- 1963:  NK – 46,18 m
- 1964: 4e Interl. Noorwegen-Ned. – 46,12 m
- 1964:  NK – 49,10 m
- 1965:  Interl. Ned.-Zwitserland – 48,05 m
- 1965:  NK – 48,12 m
- 1965: 6e Europacup-finale te Zagreb – 46,96 m
- 1965:  Interl. België-Oostenrijk-Ned. – 47,16 m
- 1966:  Interl. België-Zwitserland-Ned. – 49,38 m
- 1966: 4e Interl. Ned.-Denemarken-België – 47,05 m
- 1966:  NK – 46,88 m
- 1967:  NK – 46,16 m
- 1968: 6e Interl. België-Ned. Griekenland – 45,50 m
- 1969:  Interl. Ned.-België – 43,64 m
- 1969: 4e NK – 44,68 m

### tienkamp
- 1956: 5e NK 10-kamp – 4980 p.
- 1957: 6e zeslandenwedstrijd te Brussel – 5093 p. (1e internat. 10-kamp)
- 1957:  NK 10-kamp – 5441 p.
- 1958:  NK 10-kamp – 6093 p.
- 1958: DNF EK te Stockholm
- 1959: 8e zeslandenwedstrijd te Duisburg – 5938 p.
- 1959:  drielandenwedstrijd Groot-Brittannië-België-Ned. – 6214 p
- 1959:  NK 10-kamp – 6398 p.
- 1960:  drielandenwedstrijd Ned.-België-Groot-Brittannië – 6787 p.
- 1960:  NK 10-kamp – 6992 p.
- 1960: 15e OS – 6206 p.
- 1961: 6e zeslandenwedstrijd te Parijs – 6406 p.